# Ipolyi Arnold
Ipolyi Arnold, született Stummer Arnold (Ipolykeszi, 1823. október 18. – Nagyvárad, 1886. december 2.) 1871-től besztercebányai, majd halála évében, 1886-ban nagyváradi püspök, valóságos belső titkos tanácsos, az MTA igazgató tagja, a Kisfaludy Társaság tagja, a törökszentmiklósi templom plébánosa (róla nevezték el a város könyvtárát). A magyar művészettörténet egyik úttörője. Terényi Lajos alispán és országgyűlési képviselő bátyja. 1878-tól 1886-ig a Magyar Történelmi Társulat elnöke.

## Élete
Stummer Ferenc (1799–1848) Hont vármegyei főszolgabíró (akinek a dédapja, Stummer György 1741. október 28-án Mária Teréziától nyert címeres nemesi oklevelet) és liptószmrecsányi Szmrecsányi Erika (1802–1881) fia volt. Apai nagyszülei Stummer Ignác (1772–1830) Hont vármegyei számvevő, táblabíró és nádasi Tersztyánszky Anna (1779–1805), az anyai nagyszülei viszont Szmercsányi Elek (1770–1821) honti alispán és horváti és disznósi Horváthy Ágnes (1771–1832) voltak. A gimnázium I. és II. osztályát Kamiss Ferenc magántanítása mellett otthon, a többit Korponán és Selmecbányán végezte, ahol a német és szlovák nyelvben első ismereteit szerezte. Tanárai közül különösen Lőrincz György klasszikai képzettségével volt a magyar irodalom megkedveltetésében az ifjúra nagy befolyással.
Már 13 éves korában fölvették az esztergomi főmegyei papnövendékek sorába. Ifjúkora és gyenge testalkata miatt eleve a Szent Imréről nevezett pozsonyi előkészítő papnevelőbe küldték, ahol két évig Hévánszky aligazgató és tanár vezetése alatt tanult, akinek iránya az ifjúra meghatározó befolyással volt papi elhivatására nézve, amit utóbb apja többszöri felszólítására sem volt hajlandó megváltoztatni. Innen a nagyszombati szemináriumba ment át, ahol két évig a filozófiát végezte. Gály Ferenc történelemtanár benne a már addig is leginkább a történelem iránt megnyilvánult előszeretetét megerősítette. Azután Bécsbe a Pázmány-intézetbe küldték, ahol a bécsi egyetemen négy évig a teológiát tanulta. Itt minden szabad idejét a külföldi művelt szépirodalom és nyelvek tanulmányozására fordította; majd később egészen a történelmi tudományoknak szentelte magát, ezen a téren a magyar általános és egyházi történelmet, annak különösen a történet-kútfői vizsgálatát gyakorolta. Azért a középkori paleográfia és diplomatika, valamint az archeológia és nevezetesen az ókeresztény egyházi művészet kedves tanulmányai lettek.
1844-ben az esztergomi presbitériumba ment át, magántanulmányai mellett még az általános és hazai jogtanban való kiképzését folytatta több évig, melyet már a bécsi egyetemen nyilvános előadások hallgatásával megkezdett. 1845-ben, nem lévén meg szabályszerű ideje, alszerpappá szentelték. Ekkoriban vállalkozott báró Mednyánszky Alajos királyi kincstárnok fiának, Dénesnek, a bölcseletben való tanítására, akivel ezt a pozsonyi akadémián végezte. 1847. augusztus 4-én miséspappá szentelték föl. Nagy előnyére voltak ez idő alatt tanulmányai gyarapításában báró Mednyánszkynak gazdag könyv-, levél- és okiratgyűjteményei, melyek rendezésével is meg volt bízva. Eközben, már előbbi szünideje alatt, Magyarország nagyobb részét beutazta, növendékével külföldi, különösen németországi utazásokat tett. Első küldetése segédlelkészi minőségben a Komárom melletti Szentpéter volt, ahonnan 1848 októberében Pozsonyba ment hitszónoknak.
1849 elején gróf Pálffy Lipót Ferdinánd volt pozsonyi főispán hívására Bécsbe ment gyermeke nevelőjéül; de még ezen év végén Zohor (Pozsony vármegye) lelkészévé nevezték ki. Előbbi tanulmányai mellett a magyar ősvallásnak és erre vonatkozó emlékeknek és hagyományoknak vizsgálatát is éber figyelemmel kísérte és végül 1850-ben megkezdte összeállítani és feldolgozni a Mythologiájára gyűjtött anyagot, amibe 1846-ban, a Kisfaludy Társaságnál belekezdett. A Bécsben a műemlékek fönntartására szervezett központi bizottság által Pozsony vidékére konzervátorrá nevezték ki (1855), beutazta a gondjaira bízott egész területet, fölkutatta a műemlékeket és azoknak rajzban rögzítette.

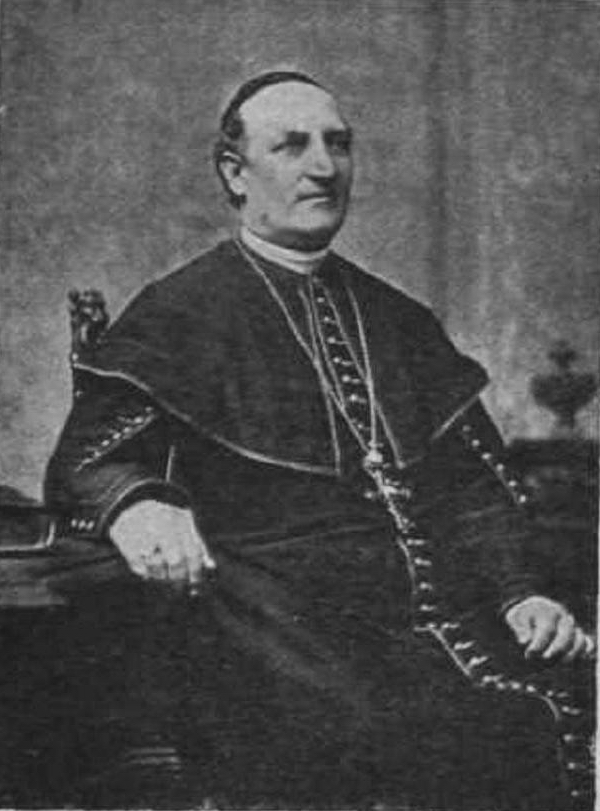
Ipolyi Arnold fényképe a Vasárnapi Ujságban

A Magyar Tudományos Akadémia 1858. december 15-én választotta levelező tagjává (rendessé 1861. december 20-án lett). Eközben (1860) Bartakovics Béla egri érsek Törökszentmiklósra nevezte ki plébánosnak és még abban az évben pápai tiszteletbeli kamarás lett.
Közelebb jutva a fővároshoz, élénk részt kezdett venni az Akadémia munkálataiban és az archeológiai bizottság megválasztotta előadójává. 1862-ben Kubinyi Ferenc és Henszlmann Imre társaságában Konstantinápolyba utazott, ahol sikerült a Corvina-könyvtár maradványait fölfedeznie. 1863-ban egri kanonok lett, 1864-ben pedig a királyi dániai északi archeológiai intézetnek Koppenhágában, a morva-sziléziai császári és királyi társulat történeti osztályának és a tartományi rendek levéltári intézetének tagja. 1865-ben teológiai doktor, 1867-ben borsmonostori apát, a Kisfaludy Társaság tagja, a germán nemzeti múzeum választmányának és az osztrák birodalmi geológiai intézetnek levelező tagja. Ez évben a magyar történelmi társulat megalakításában nagy része volt és annak kezdetén harmadik, 1877-től második és 1878-tól első elnöki tisztét viselte.
1869-ben a pesti központi papnevelő kormányzójává és a pesti egyetemen a hittan-szak igazgatójává neveztetvén ki, a fővárosba tette át lakását. Ugyanabban az évben a Szent István- és Szent László Társulatok megválasztották alelnökükké és ő ezen katolikus irodalmi egyesületek körében nagy tevékenységet fejtett ki, új föladatokat tűzvén ki és magasabb színvonalra emelve kiadványaikat. Ugyanekkor megkezdte a műkincsek gyűjtését és rövid idő alatt régi festményekből jelentékeny gyűjteményt létesített, melynek legbecsesebb részét az országos képtárnak ajánlotta föl. 1871. szeptember 23-án besztercebányai püspökké nevezték ki és székét a következő év május 2-án foglalta el. 1872-ben az országos képcsarnok számára 60 régi festményt ajándékozott.
Az Akadémián, amely őt 1874. május 24-én igazgatótaggá, majd a II. osztály elnökévé és a történelmi bizottság elnökévé választotta, három emlékbeszédet tartott: Czinár Mór Pál (1876), gróf Prokesch-Osten (1878) és gróf Károlyi István fölött (1883).
A történelmi társulat több vidéki kirándulását vezetvén, az ünnepélyes közgyűléseket olyan előadásokkal nyitotta meg, melyek a nemzeti történettudomány nagy problémáit fejtegették és a közélet eseményeinek jelentőségére emelkedtek. 1879-ben az országos közoktatási tanács elnöke lett. A magyar képzőművészeti társaságban, melynek 1880-tól 1885-ig elnöki tisztét viselte, a magyar művészet fejlődését, irányait és hivatását fejtegető megnyitó beszédeivel tette jelentőségteljesekké az évi közgyűléseket.
1880-ban valóságos belső titkos tanácsos, a Vaskorona-rend I. osztályú lovagja és az archeológiai társulat tiszteletbeli elnöke. 1886. február 18-án nagyváradi püspökké nevezték ki. Július 12-én foglalta el a Szent László által alapított püspöki széket. De már öt hónap múlva, december 2-án szélütés hirtelen véget vetett munkás életének. Az MTA rendkívüli összes ülésén adott kifejezést gyászának e veszteség fölött; küldöttséget delegált a temetésre és az elhunyt arcképének a képtárban való elhelyezését határozta el. Végrendeletében összes vagyonát egyházi és kulturális célokra hagyományozta; az Akadémia javára is jelentékeny alapítványt tett, ahol Fraknói Vilmos tartott fölötte emlékbeszédet.

## Emlékezete
- Nevét viseli az ipolybalogi alapiskola
- Besztercebányán latin nyelvű emléktábla
- Ipolyi Arnold Népmesemondó Verseny[4]

## Munkássága
Munkássága igen sokrétű, foglalkozott régészettel, a népköltészettel, a népi ipar kérdéseivel, a legmaradandóbbat a művészettörténet-tudományban alkotta. 1862-ben konstantinápolyi tanulmányútja során számos Corvinát fedezett fel Kubinyi Ferenccel és Henszlmann Imrével együtt. 1871-ben besztercebányai, 1886-ban nagyváradi püspök lett.
Mintegy ötven önálló publikációt adott ki, melyekben a középkor addig szinte teljesen ismeretlen emlékeivel foglalkozott. 1880-tól kezdve foglalkozott az élő művészettel is, ekkortól lett ugyanis a Képzőművészeti Társulat elnöke. Nevéhez fűződik a rendszeres műemlékvédelem kiépítése, a műemlékek topografikus nyilvántartásának bevezetése, vidéki múzeumok létesítése. Ezek közül azonban néhány elképzelése csak terv maradt. Gazdag gyűjteményét (Ipolyi-gyűjtemény) az államra és az esztergomi Keresztény Múzeumra hagyta. A nagyváradi római katolikus bazilika altemplomában temették el.
Szerkesztette az Archaeologiai Közlemények II. és III. kötetét (Pest, 1861, 1863) az Emlékkönyv kis-aponyi Bartakovics Béla érsek aranymiséjének ünnepére. Eger, 1865. című munkát; a Hazai Okmánytár (Codex Diplomaticus Patrius) IV-VII. köteteinek egyik szerkesztője volt és azok tartalmához saját neve alatt több oklevéllel járult (Pest, 1867, 1873, 1876, 1880).

## Újságcikkei

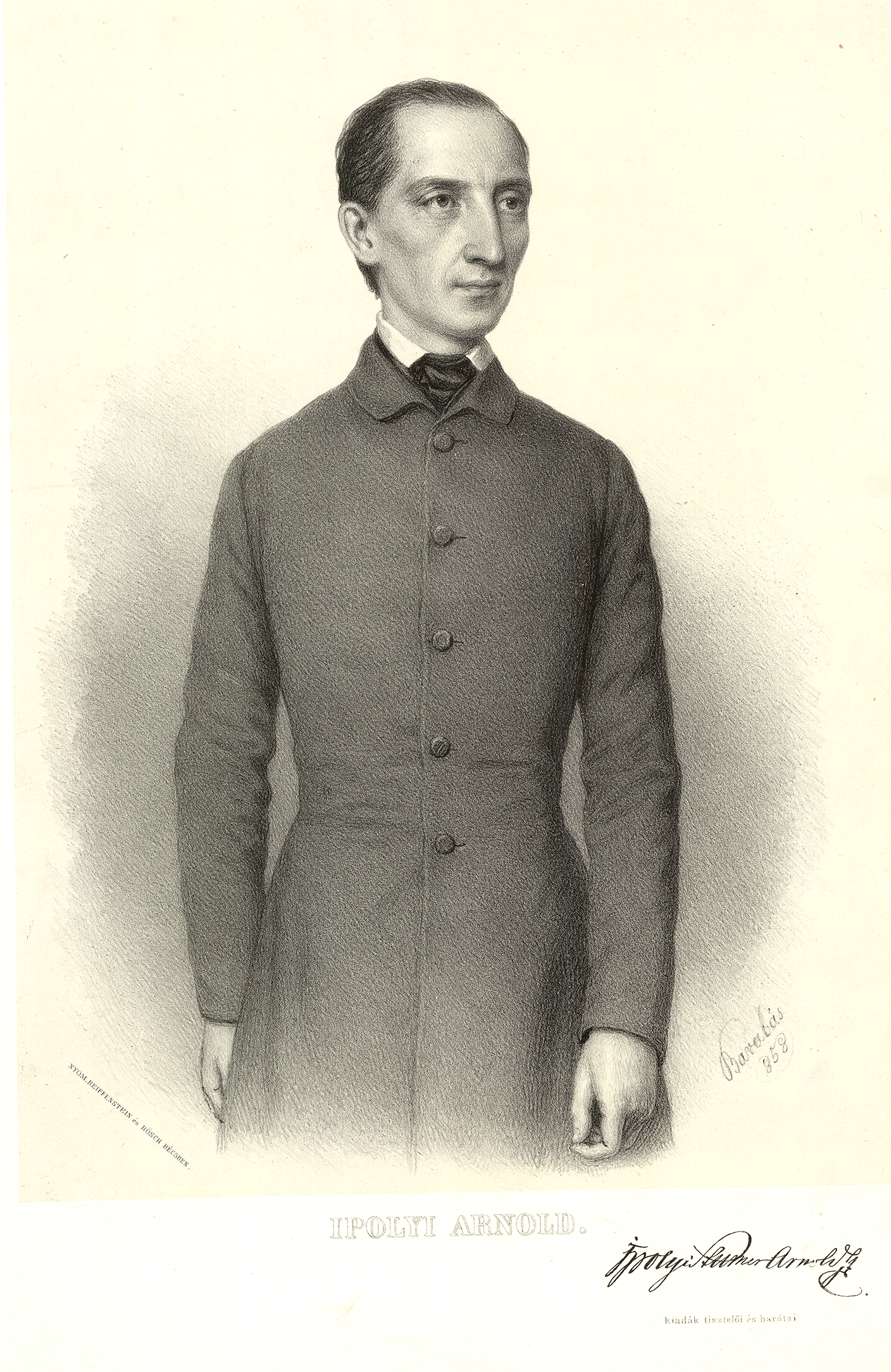
Ipolyi Arnold (1858)

Cikkei és értekezései a következő folyóiratokban, lapokban és évkönyvekben jelentek meg. Honderü (1845. A megbosszult hitszegő, eredeti beszély Ipolyi Arnoldtól; e név alatt jelentek meg későbbi minden munkái), Uj M. Múzeum (1851-52. Tündérek a magyar ősvallásban, Rimay János, Adalék a zsitvatoroki béketörténetéhez, Papok a pogány magyaroknál, 1853. Hely és nemzéktani adalék, Tudósítás Rimay János munkáiról, Nyilt levél Kachelmann Jánosnak, 1854. A pozsonyi káptalan XIV. századi könyvtára. 1857. A Révay család naplója 1555-1661., 1858. A mysteriumok maradványai hazánkban, A magyar népmeseügy s különösen Gaál György mesegyűjteménye); Családi Lapok (1852. II. Vázlatok a hazai egyház archaeologiai műemlékek köréből: Sz. János magyar egyháza a sz. Ferenczieknél Pozsonyban s a hazánkban létező katakombákról, 1863. Egy kolostor alapítása százados évnapján, 1856. A Pálffy család díszserlege); Religio (1854. I. Magyar legendák, magyarok apostolai: Szent Adalbert, II. Középkori keresztény művészetek aesthetikája és könyvism., 1855. l. A pozsonyi prépostok és prépostság és Andrássy rozsnyói püspök emlékezete, II. Egyházi férfiak csarnoka: Arbesz Ignácz pozsonyi kórházi helyettes lelkész, Ipolyi Arnold «Magyar Mythologiá»-jának ügyében névtelenül, és könyvism., 1856. II. Szent Anna kápolna Pozsonyban, 1858. I. Még egy szó egyháztörténelmi irodalmunkról, Az egyházi épületek föntartásának és javításának egyházjogi kötelméről, Magyarországi sz. Erzsébet ereklyéinek fölfedezése és könyvism., 1859. II. 1860. I. A hazai egyházi művészet, 1870. I. Mily kincseket birunk régi plébániai könyvtárainkban?); a göttingai Zeitschrift für deutsche Mythologie und Sittenkunde (1854. Beträge zur deutschen Mythologie aus Ungarn, 1855. Die Milchstrasse im Ungarischen, Ungarische Sagen- und Märchenzüge, Harke. Herka, Harka in der ungarischen Sage. Tátos. das Zauberpferd des ungarischen Mythos); Pesti Napló (1854. 279. sz. Flegler munkájának ism., 1855. 48. sz. Rimay János 276. sz. A magyar történelem, 1856. 333., 334. sz. könyvism. névtelenül, 1857. 49., 50. sz. könyvism. – jegy alatt, 176-185. sz. könyvism. I-d jegy alatt, 1859. 158., 175., 176. sz. Egy új cseh-magyar történeti emlék. 1861. 49., 51., 54., 57., 58. sz. A magyar akadémia palotájának tervei, 1862. 139., 140. sz. Kubinyi Ferenc. Ipolyi Arnold és Henszlmann Imrének az akadémia megbizásából tett konstantinápoly-athenei tudományos útjokról az akadémiának benyujtott jelentésök, a Századokban is, 1866. 222-224. sz. könyvism., 1880. 137. sz. Jelentése a koronáról és a Hon 137. sz.); Oesterr. Blätter für Literatur (1855. könyvismertetések); Magyar Sajtó (1885. 82. sz. 1856. 34. névtelenül 63., 64. sz. könyvism.); Vasárnapi Ujság (1858. Csallóközi útiképek rajzokkal, névtelenül, 1859. Fehérhegységi útiképek Pozsonytól Szakolczáig fölfelé, 1860. Szakolczától Dévényig lefelé, névtelenül, rajzokkal); a bécsi Mittheilungen der k. k. Central-Commission zur rforschung und Erhaltung der Baudenkmale (1857. II. Inventarium der pressburger Domkirche vom J. 1425., Die St. Anna-Capelle des Domes zu Pressburg, Die archaeologischen Publicationen in Ungarn. 1858. Beschreibung der Baudenkmale der Insel Schütt in Ungarn); anodai Lapok (1858. Még néhány észrevétel az által. iskoláztatást kényszerítő módokról), Egyetemes M. Encíclopaedia (I-IV. 1859-62. Mű- s egyházarchaeologiai és mythologiai az A. betűbe tartozó 211. czikk I., Ip. aláírással és névtelenül), Budapesti Szemle (1861. Minő stílben építsük a m. tudom. akadémiát, 1862. A középkori emlékszerű építészet Magyarországon, 1874. Ipartörténeti tanulmányok, 1877. Magyar műveltségtörténeti tanulmányok); Magyar tudományos akadémiai Almanach (1861-re. A M. T. akadémia archaeologiai bizottságának alapszabályai, névtelenül), Archaeologiai közlemények (1861. Előszó a II. kötethez, 1863. Régészeti krónika); Ország (1863. 19., 20. sz. Péter király síremléke); Magyar Sion (1863. A pálosok magyar történelmi íróihoz adalékul. 1867. Adalék a magyar domonkosok történetéhez. Az egyházi művészetnek emeléséről hazánkan előadás a sz. László-Társulat közgyűlésén, 1888. A jezsuiták viszontagságai a XVII. században, irodalmi hagyatékából); Kalauz a közműveltség és irodalom erén (1864. Nyilt válasz T. Kanitz Á. úrnak); Eger (1866. 1., 11.. könyvism., 3. 5. sz. Művészeti mozzanatok Egerben, 12. sz. Sajósy Alajos képkiállítása a lyceum dísztermében); Századok (1867–1868. Magyar okmányérdekességek, A «Nos comes et quatuor iudices» bevezető formulával kezdődő okiratokat illetőleg, 1869. Emlékbeszéd Ráth Károly felett. 1870. Pótlékul a helyi monographiákhoz, A szíhalmi magyar pogánykoriaknak vélt leletek. A szíhalmi ásatásoknak eredménye nemzeti műveltség-történetünkra nézve. Gyászjelentés Schulcz Ferencz haláláról, 1871. könyvismertetés, 1872. Magyar ősvallási nyelvemlék, 1874. Beszterczebánya városa műveltségtörténeti vázlata. 1876. Magyar mű- és történeti emlékek kiállítása, kirándulási l. füzet: A magyar műtörténeti emlékek tanulmánya, 1882. Jelentése a Bay Ilona által kitűzött pályakérdésre beérkezett pályaművekről, 1886. Bemutató levele Buonvisi pápai nuntiusnak Budavár visszafoglalása történetével összefüggő jelentéseiről, Budapest törvényhatósága és a m. tört. társulat által Budavár visszafoglalása alkalmából 1886. szept. 1. tartott díszülésén elmondott beszéd); Magyarország Képekben (I. 1867. A Kubinyiak egyik ősének emlékszobra); Heves- és Külső-Szolnok törvényesen egyesült vármegyéknek leírása (Eger, 1868. Heves és Külső-Szolnok vármegyék őskori régészeti és középkori műemlékei vázlata); M. orvosok és természetvizsgálók Munkálatai (XIII. Eger, 1869. Üdvözlő beszéd); Egyházmegyei Közlöny (Eger, 1869. Egyházautonomiai szervezkedések, Mily kincseket bírunk régi plébániai könyvtárainkban?); Akadémiai Értesítő (1870. Magyar történelmi kútfőtanulmányok: Béla király névtelen jegyzője, felolvasás ápr. 4.); Szent István-Társulat Évkönyve (1871-72. A Szent-István-Társulat munkálkodása, két előadás a közgyűléseken, 1880. Megnyitó beszéd a márcz. 18. közgyűlésen); Archaeologiai Értesítő (1872. Az országnak adott ajándék); Magyar Könyv-szemle (1876. Egy középkori magyar plébános könyvtára); Történelmi Tár (1878. Rimay János portai vásárlásai); Egyházművészeti Lap (1881. Magyar ikonographia, Magyarországi szent Erzsébet képei, 1884. Az országos magyar történeti ötvösmű-kiállítás megnyitásán, 1884. febr. 17. tartott üdvözlő beszéd); Főrendi Napló (1881-84. II. Az állandó országház építéséről szóló törvényjavaslat tárgyalásakor 1884. máj. 15. tartott beszéd); Vatikáni Magyar Okirattár (II. Sor. I. k. Bpest, 1884. Előszó, ugyanazon kötetben latinul is); Kath. Szemle (1887. A nagy-szombati iskola a XVI. században)

## Művei
- Magyar mythologia. Pest, 1854 (A Magyar Tudományos Akadémia által 1858. december 15-én a Marczibányi jutalommal koszorúzott mű. Ism. Pesti Napló 1854. 209. sz. b. Mednyánszky Dénes, 305. sz., Budapesti Hirlap 1855. 758-769. sz. Csengery Antal, Religio 1855. I. 56-72. sz.)
- Adalék Magyarország XIII. századi helyirata és földrajzához. Egy abroszszal. uo. 1859 (különnyomat az 1858. Uj M. Muzeumból)
- Csallóköz műemlékei. Egy abroszszal és hat képpel. uo., 1859 (Magyar műemlékek I., különny. az Archaeol. Közleményekből)
- Beiträge zur mittelalterlichen Siegelkunde Ungarns. Wien, 1859 (különny. a Mittheilungenből)
- Magyar műemlékek. 1859 (Archaeologiai Közlemények, 1.)
- A deákmonostori XIII. századi román bazilika. Hely- és műtörténeti monographia rajzokkal. Pest, 1860 (Székfoglaló. M. t. Akadémia Évkönyvei X. k. 3. d.) Kivonata
- Magyar téglaépítészeti műemlékek. Régi magyar keresztkutak és Magyarország czímerének monumentalis használata. uo., 1861 (M. műemlékek II., III., különny. az Archaeol. Közleményekből)
- Magyar régészeti repertorium. Magyar régészeti krónika. uo., 1861 (M. műemlékek IV., V. Különny. az Archaeol. Közelményekből)
- A középkori emlékszerű építészet Magyarországon. uo., 1863 (M. t. Akadémia Évkönyvei X. k. 13. d.)
- Magyar ereklyék. Két képtáblával és a szövegbe nyomott 26 fametszettel. uo., 1863 (különny. az Archaeol. Közleményekből. Ism. M. Sion)
- Egyházi beszéd, melyet szent István első apostoli magyar király nemzeti ünnepén Bécsben a nt. kapuczinus atyák templomában 1864 kisasszony-hava 21. mondott. Bécs, 1864
- A középkori magyar festészet emlékeiből: A szepesváraljai XIV. századi történeti falfestvény. Pest, 1864 (M. t. Akadémia Évkönyvei XI. k. 3. d.)
- Az egri megye szent János apostol és evangélistáról nevezett régi székesegyháza az egri várban. Eger, 1865 (különny. az Emlékkönyvből)
- A kunok bél-három-kúti máskép apátfalvi apátsága és XIII. századi egyházának leírása. Hely- és műtörténeti monographia. Hét rézbe metszett képtáblával és a szövegbe nyomott három fametszettel. Pest, 1866 (különny. az Archaeol. Közleményekből)
- Lonovics József érsek, magyar akadémiai igazgató tag emlékezete. uo., 1868 (M. t. Akadémia Évkönyvei XI. k. 11. d.)
- A szíhalmi magyar pogánykoriaknak vélt leletek. uo., 1870 (különny. a Századokból)
- Sermo pastoralis. quem A. I. Stummer Dei et apostolicae sedis gratia episcopus Neosoliensis occasione canonicae in sedem apiscopalem introductionis A. D. 1872. die 2. Maii ad Clerum Dioecesanum habuit. uo., 1872 (németül és tótul is megjelent uo., 1872)
- Ipolyi Arnold kisebb munkái. Bpest, 1874 (I. Magyar műtörténelmi tanulmányai. Arczk. II. Beszédei 1854–1872. Ism. Uj M. Sion, Századok, Hon 40. sz., Athanaeum 4. 5. sz.)
- Beszterczebánya városa műveltségtörténeti vázlata. uo., 1874 (Előbb kivonatosan a Századokban. Németül: Geschichte der Stadt Neusohl, ford. Dux Adolf. Bécs, 1875)
- Régi magyar egyházi irók. I. kötet, Első rész. Veresmarti Mihály élete. Második rész. Veresmarti Mihály megtérése historiája. Bpest, 1875
- Veresmarti Mihály XVII. századi magyar iró élete és munkái. Korrajz a hitujitás idejéből. uo., 1875 (Házi Könyvtár 18., 19. sz., Ism. Figyelő 1875. 35., 36. sz., Uj M. Sion, Századok 1877, Pesti Napló 1876. 58. sz., Főv. Lapok 1876. 270. sz.) Online
- Schematismus historicus Dioecesis Neosoliensis pro anno saeculari 1876. ab erecta sede episcopali C. Neosolii (az előszó végén: Arnoldus episcopus)
- Oláh Miklós II. Lajos és Mária királyné titkára, utóbb Magy. orsz. Cancellár, Esztergom-i érsek-prímás és kir. helytartó levelezése Monumenta Hungariae historica. Diplomataria = Magyar történelmi emlékek. Okmánytárak, 25 . Magyar Tudományos Akadémia, Budapest, 1875
- A magyar nemzetegység és államnyelv történeti alakulása. Elnöki megnyitó beszéd a m. tört. társulatnak Rimaszombatban 1876. aug. 22. tartott vidéki nagygyűlésén. uo., 1876 (különny. A századokból)
- Magyar mű és történeti emlékek kiállítása. uo., 1876 (I. A. aláirással. Különny. a Századokból)
- Emlékbeszéd Czinár Mór magyar akadémiai levelező tag felett. uo., 1877 (Értekezések a tört. tud. köréből VI. 8.)
- A magyar iparélet történeti fejlődése. Elnöki megnyitó beszéd a tört. társulanak Pozsonyban 1877. aug. 23. tartott vidéki nagygyűlésén. uo., 1877 (különny. a Századokból)
- A beszterczebányai egyházi műemlékek története és helyreállítása. Hét szin- és kőnyomatú képtáblával és 54 fametszettel. uo., 1878 (Ism. Uj M. Sion, Századok, Budapesti Szemle XVII. Magyarország és a Nagyvilág 14. sz. Németül, ford. Dux Adolf. uo., 1878)
- Gróf Prokesch-Osten Antal m. t. akadémiai kültag emlékezete és Mátyás király könyvtára maradványainak fölfedezése. uo., 1878 (Értekezések a tört. tud. kör. VII. 6.)
- A magyar műtörténeti emlékek tanulmánya. Elnöki megnyitó előadás a m. tört. társulatnak Kassán 1878. aug. 23. tartott vidéki nagygyűlésén. uo., 1878 (Különnyomat a Századokból)
- A magyar hadtörténelem tanulmánya. Elnöki megnyitó előadás a m. tört. társ. Marosvásárhelyen 1879. aug. 23. tartott vidéki nagygyűlésén. uo., 1879 (Különny. a Századokból Ism. Főv. Lapok 194. sz.)
- Az országos magyar képzőművészeti társulat 1880. márc. 14. közgyűlését megnyitó beszéd. uo., 1880
- Az országos magyar képzőművészeti társulat 1881. márc. 6. közgyűlését megnyitó beszéd. uo., 1881
- Az országos magyar képzőművészeti társulat 1882. febr. 12. közgyűlését megnyitó beszéd. uo., 1883
- Az országos magyar képzőművészeti társulat 1884. márc. 9. közgyűlését megnyitó beszéd. uo., 1884
- Gróf Károlyi István emlékezete. uo., 1883 (Magyar Tudományos Akadémia Évkönyvei XVII. k. 1. d.)
- Jelentés a honfoglalás időpontjának meghatározása tárgyában. uo., 1883 (Fraknói Vilmossal együtt)
- Ipolyi Arnold magyar műtörténelmi tanulmányai; Ráth, Bp., 1884 (A magyar nemzet családi könyvtára)
- Az országos magyar képzőművészeti társulat 1885. márc. 8. közgyűlését megnyitó beszéd. uo., 1885
- A magyar történelem s a magyar történeti szellem. Elnöki megnyitó beszéd a m. tört. congressusnak Budapesten 1885. júl. 3. tartott ünnepélyes közgyűlésen. uo., 1885 (Különny. a Századokból.)
- A magyar szent korona és koronázási jelvények története és műtörténeti leírása. A m. tud. akadémia megbizásából. uo., 1886 (4-rétű és ívrétű kiadás, 4 színezett táblával és a szövegbe nyomott ábrákkal) – hasonmásban: 2019
- Főpásztori szózat, melyet a váradi püspöki székbe történt beiktatása alkalmával 1886. júl. 11. püspöki megyéje hiveihez intézett. Nagyvárad, 1886
- Sermo pastoralis, quem Arn. I. sanctae Varadinensis Episcopus occasione installationes suae, die 14. Julii, anno 1886. and clerum dioecesanum habuit. Varadini, 1886
- Bedegi Nyáry Krisztina 1604-1641. Bpest, 1887 (M. Tört. Életrajzok 1886-1887. évf., kilencz önálló melléklettel és 37 a szövegbe nyomott képpel)
- Alsó-Sztregovai Rimai Rimay János államiratai s levelezése. uo., 1887 (ism. Századok)
- Ipolyi Arnold kisebb munkái III-V. kötet. A szerző megbízásából közrebocsátja Bunyitay Vincze. uo., 1887 (III. Magyar történelmi s egyháztörténeti tanulmányok. Online IV. Műtörténeti tanulmányok. V. Beszédek és I. A. irodalmi munkássága 1845-1886. I. A. munkálatainak repertóriumával. Ismert. Nemzet 1887. 351. sz., Kath. Szemle 1888. Fővárosi Lapok 309. sz. Századok, 1887, 1889, Egyházm. Közlöny 1888)
- Ipolyi Arnold beszédei; Ráth, Bp., 1893 (A magyar nemzet családi könyvtára)
- Ipolyi Arnold népmesegyűjteménye; szerk. Kálmány Lajos; Kisfaludy-Társaság, Bp., 1914 (Magyar népköltési gyűjtemény. Új folyam)
- Rómer Flóris – Ipolyi Arnold – Fraknói Vilmos: Egyház, műveltség, történetírás (Vál.: Rottler Ferenc; 1981)
- Csallóközi uti-képek; sajtó alá rend., előszó, jegyz. Koncsol László; Kalligram, Pozsony, 1993 (Csallóközi kiskönyvtár)
- Csallóköz műemlékei; sajtó alá rend., ford. Koncsol László, utószó, jegyz. Hushegyi Gábor; Kalligram, Pozsony, 1994 (Csallóközi kiskönyvtár)
- Tanulmányok a középkori magyar művészetről; szerk. Verő Mária, tan. Prokopp Mária, jegyz. Lővei Pál et al.; Holnap, Bp., 1997
- A deákmonostori XIII. századi román bazilika. Hely- és műtörténeti monográfia Deákiról; ford. Koncsol László; Madách-Posonium, Pozsony, 2004
- A besztercebányai egyházi műemlékek története és helyreállítása; rajzok, tervezetek, kivitel Storno Ferenc; Madách-Posonium, Pozsony, 2005
- A tengeri kisasszony. Ipolyi Arnold kéziratos folklórgyűjteménye egész Magyarországról, 1846-1858; sajtó alá rend. Benedek Katalin, Forrai Ibolya; Balassi, Bp., 2006 (Fontes Musei Ethnographiae)
- Benedek Katalin 2006 (szerk): A tengeri kisasszony. Ipolyi Arnold kéziratos folklórgyûjteménye egész Magyarországról (1846–1858). Budapest, Magyar népköltészet tára VI.
- Ipolyi Arnold népmese gyűjteménye; Nemzeti Örökség, Onga, 2014

### Leveleiből

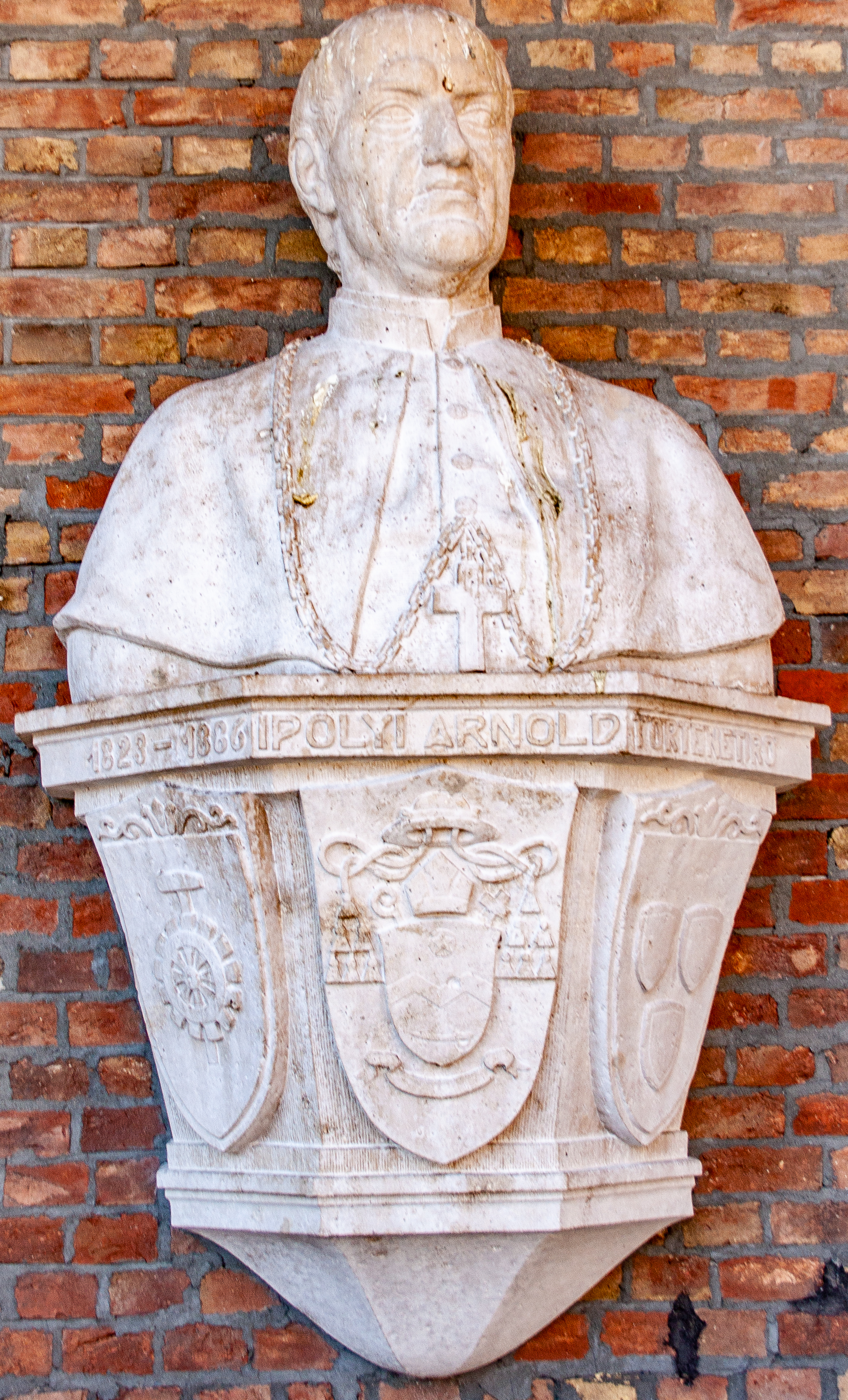
Mellszobra a szegedi Dóm téren

A közoktatási miniszterhez, Pest, 1872. március 12. (Hon 1872. 75. sz. esti k.), Kazinczy Gáborhoz (Nemzet 1886. 190. sz.), Révész Imréhez Zohor 1855. júl. 9. (Prot. Egyh. és Isk. Lap 1889. 4. sz.); A Magyar Mythologiára vonatkozó levelei (Irodalomtörténeti Közlemények 1892. Révész Kálmán); Pajor Istvánhoz 1859. szept. 13. (Századok 1894.); I. A. magán leveleihez újabb adalék b. Mednyánszky Dénestől (uo.); utolsó levele Thaly Kálmánhoz (Függetlenség 1886. 337. sz.)

## Írói álnevei
I-lyi (Religio, Századok, Pesti Napló), I-lyi A-d. (M. Sajtó), I. A (Századok) – (Eger)

## További irodalom
- Szilágyi Ágnes Judit (2007): Érdekes személyiségek, emlékezetes viták a magyar történetírásban, 27 történészportré, Budapest, Palatinus, 11-16.
- Pór Antal: Ipolyi Arnold váradi püspök élete és munkái vázlata; Stampfel, Pozsony–Bp., 1886 (Kortársaink. Életrajzi vázlatok)
- Kalauz Ipolyi Arnold váradi püspök úr ő excellentiája régi és újabb műhímzés-gyűjteményének kiállításához; rend., szöveg Czobor Béla; Hűgel Ottó ny., Nagyvárad, 1886
- Ipolyi Arnold szívemléke, melyet a beszterczebányai egyházmegye nevében 1887. márczius 29-én szívtemetése alkalmával emelt Kamaszy Mátyás; Machold Fülöp ny., Besztercebánya, 1887
- Deák Farkas: Ipolyi Arnold emlékezete; Franklin Ny., Bp., 1888
- Fraknói Vilmos: Ipolyi Arnold emlékezete; Hornyánszky Ny., Bp., 1888
- Czobor Béla: Ipolyi Arnold emlékezete; Franklin, Bp., 1889
- Radisics Jenő: Képes kalauz néhai Ipolyi Arnold gyűjteményéhez; Országos Magyar Iparművészeti Múzeum, Bp., 1897
- Gerevich Tibor: Ipolyi Arnold 1823–1886; Szent István Akadémia, Bp., 1923
- Hoppál Mihály: Ipolyi Arnold; Akadémiai, Bp., 1980 (A múlt magyar tudósai)
- Gervers-Molnár Veronika: Ipolyi Arnold hímzésgyűjteménye az esztergomi Keresztény Múzeumban; sajtó alá rend. Bodné Bobrovszky Ida; MTA Magyar Tudományos Akadémia Művészettörténeti Kutató Csoport, Bp., 1984
- Ipolyi Arnold emlékkönyv Halálának századik évfordulója alkalmából az esztergomi Keresztény Múzeumban 1986. december 12-én rendezett emlékülés anyaga; szerk. Cséfalvay Pál, Ugrin Emese; Szt. István Társulat, Bp., 1989
- Voigt Vilmos: Ipolyi Arnold élete; Magyar Vallástudományi Társaság, Bp., 1999 (Vallástudományi tanulmányok)
- Kriza János 1811–1875, Erdélyi János 1814–1868, Ipolyi Arnold 1823–1886, Kandra Kabos 1843–1905; szerk. Ujváry Zoltán; Debreceni Egyetem, Debrecen, 2004 (Néprajz egyetemi hallgatóknak)
- Ipolyi Arnold püspök hagyatéka Nagyváradon; összeáll. Lakatos-Balla Attila; Nagyváradi Római Katolikus Püspökség–Varadinum Script, Nagyvárad, 2012
- Ladislav Jurányi 2020: Ipolyi-Stummer Arnold a művészettörténet úttörője – Arnold Ipolyi-Stummer – priekopník dejín umenia. In: Kráľovstvo jedného jazyka a mravu je biedne a slabé.